# Ochradenus gifrii
Ochradenus gifrii är en resedaväxtart som beskrevs av M. Thulin. Ochradenus gifrii ingår i släktet Ochradenus och familjen resedaväxter. Inga underarter finns listade i Catalogue of Life.